# 元譚
元 譚（げん たん、488年 - 528年）は、北魏の皇族。字は延思。

## 経歴
趙郡王元幹の三男として生まれた。強面な性格で、若くして宗室たちから尊敬された。羽林監から高陽郡太守として出向し、為政は厳格果断で、豪族たちに恐れられた。孝明帝の初年、直閤将軍として召され、太僕・宗正少卿を歴任し、冠軍将軍を加えられた。525年、元法僧が徐州で乱を起こすと、使持節・左将軍・行徐州事となって討伐にあたった。徐州が平定されると、光禄少卿・行南兗州事に転じ、また征虜将軍・涇州刺史となった。平南将軍・武衛将軍・銀青光禄大夫として召し出された。526年、幽州大都督となって杜洛周を討ったが、軍都で杜洛周に敗れた。帰還すると、平南将軍のまま司徒左長史となった。城安県開国侯に封ぜられ、安西将軍・秦州刺史に任ぜられた。528年4月13日、爾朱栄のために殺害された。後に撫軍将軍・儀同三司・青州刺史の位を追贈され、諡を貞恵といった。
元譚の妻の司馬氏（496年 - 522年）は、南青州刺史の司馬纂の長女であった。

## 伝記資料
- 『魏書』巻21上 列伝第9上
- 『北史』巻19 列伝第7
- 魏故使持節衛大将軍儀同三司青州刺史城安県開国侯貞恵元公墓誌銘（元譚墓誌）
- 大魏元宗正夫人司馬氏誌銘（元譚妻司馬氏墓誌）